# Quarto Governo Nacional da Nova Zelândia
O Quarto Governo Nacional da Nova Zelândia foi o governo da Nova Zelândia a partir de 2 de novembro de 1990 até 27 de novembro de 1999. Seguindo os passos do governo anterior do Partido Trabalhista, o quarto governo nacional embarcou um extenso programa de cortes de gastos. Este programa, conhecido popularmente como Ruthanasia, depois da atuação do ministro das Finanças Ruth Richardson, envolveu a redução do estado de bem-estar social e os benefícios da introdução de taxas para a saúde e a educação superior.